# کورالی فارژا
کورالی فارژا (انگلیسی: Coralie Fargeat؛ زادهٔ ۲۴ نوامبر ۱۹۷۶) کارگردان و فیلم‌نامه‌نویس اهل فرانسه است. او با اولین فیلم بلندش انتقام در سال ۲۰۱۷ به شهرت بین‌المللی دست یافت و برای آن جوایزی از چندین جشنواره فیلم مستقل دریافت کرد. پس از آن دومین فیلم بلندش، ماده (۲۰۲۴)، در ژانر وحشت جسمی با بازی دمی مور، در رقابت اصلی جشنواره فیلم کن ۲۰۲۴ به نمایش درآمد، جایی که فارژا برندهٔ جایزه بهترین فیلم‌نامه شد. او برای این فیلم همچنین نامزد جوایز اسکار در رشتهٔ بهترین فیلم، بهترین کارگردانی و بهترین فیلم‌نامه غیراقتباسی شد.
فارژا از افرادی همچون دیوید کراننبرگ، جان کارپنتر، دیوید لینچ و میشائل هانکه به عنوان فیلمسازانی که بر او تأثیر گذاشته‌اند نام برده است و همچنین چندین فیلم‌ساز کره‌جنوبی را به‌عنوان الهام‌بخش شیوه گرایانه معرفی می‌کند.

## فیلم‌شناسی
فیلم بلند
| سال  | عنوان  | کارگردان | نویسنده | تهیه‌کننده | تدوین‌گر |
| ---- | ------ | -------- | ------- | --------- | ------- |
| ۲۰۱۷ | انتقام | آری      | آری     | نه        | آری     |
| ۲۰۲۴ | ماده   | آری      | آری     | آری       | آری     |

تلویزیون
| سال  | عنوان            | یادداشت‌ها        |
| ---- | ---------------- | ---------------- |
| ۲۰۰۷ | Les Fées Cloches |                  |
| ۲۰۲۲ | سندمن            | قسمت: «کالکتورز» |